# Ga Yaksu
Ga Yaksu (Tiếng Hàn: 약수역, Hanja: 藥水驛/葯水驛) là ga trung chuyển cho Tàu điện ngầm vùng thủ đô Seoul tuyến 3 và Tàu điện ngầm Seoul tuyến 6 ở Sindang-dong, Jung-gu, Seoul.

## Lịch sử
- 13 tháng 9 năm 1983: Tên ga được quyết định là Ga Yaksu [2]
- 18 tháng 10 năm 1985: Bắt đầu kinh doanh với việc khai trương đoạn Dongnimmun ~ Yangjae của Tàu điện ngầm Seoul tuyến 3[3]
- 15 tháng 12 năm 2000: Tàu điện ngầm Seoul tuyến 6 giữa Eungam ~ Sangwolgok được khai trương nhưng tàu không dừng lại.
- 9 tháng 3 năm 2001: Trở thành ga trung chuyển với việc khai trương tuyến Tàu điện ngầm Seoul tuyến 6.

## Bố trí ga

### Tuyến số 3 (B2F)
| Đại học Dongguk ↑ |
| S/B N/B \|        |
| ↓ Geumho          |

| Hướng Bắc | ●Tuyến 3 | ← Hướng đi Chungmuro · Yeonsinnae · Gupabal · Daehwa |
| Hướng Nam | ●Tuyến 3 | → Hướng đi Oksu · Xe buýt tốc hành · Suseo · Ogeum → |

### Tuyến số 6 (B3F)
| Beotigogae ↑ |
| \| W/B       |
| ↓ Cheonggu   |

| Hướng Tây  | ● Tuyến 6 | ← Hướng đi Samgakji · Công viên Hyochang · Hapjeong · Sân vận động World Cup · Eungam |
| Hướng Đông | ● Tuyến 6 | → Hướng đi Dongmyo · Đại học Hàn Quốc · Seokgye · Taereung · Sinnae →                 |

## Tổng quan
Vùng Yaksu phần lớn là các khu dân cư. Xung quanh nhà ga, có nhiều cửa hàng như Dunkin' Donuts, STCO (cửa hàng bán đồ nam) và cà phê. Một số cửa hàng tạp hóa và bưu điện Yaksu cũng gần đó. Nó còn nằm gần Ga đại học Dongguk và trường học.

## Xung quanh nhà ga
- Đường hầm Geumho
- Trung tâm phúc lợi hành chính Dasan-dong
- Trường trung học phát thanh truyền hình Seoul
- Bưu điện Sindang-dong
- Trung tâm phúc lợi cộng đồng Shindang
- Chợ Yaksu
- Trung tâm phúc lợi hành chính Yaksu-dong
- Trường trung học cơ sở Jangchung
- Trường trung học Jangchung
- Nhà thi đấu Jangchung
- Trường tiểu học Jangchung
- Trung tâm đào tạo thanh thiếu niên Jung-gu

## Hình ảnh

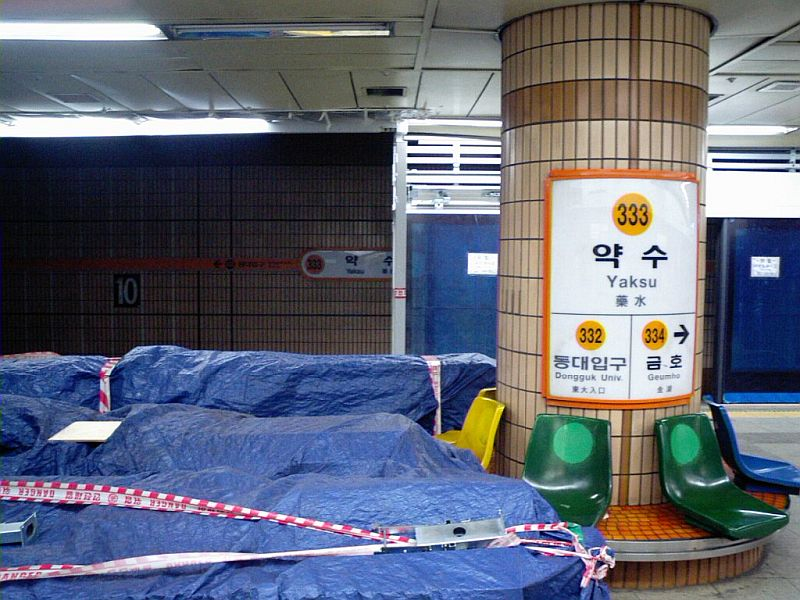
Sân ga Tuyến 3 (Cửa chắn sân ga đang được xây dựng)
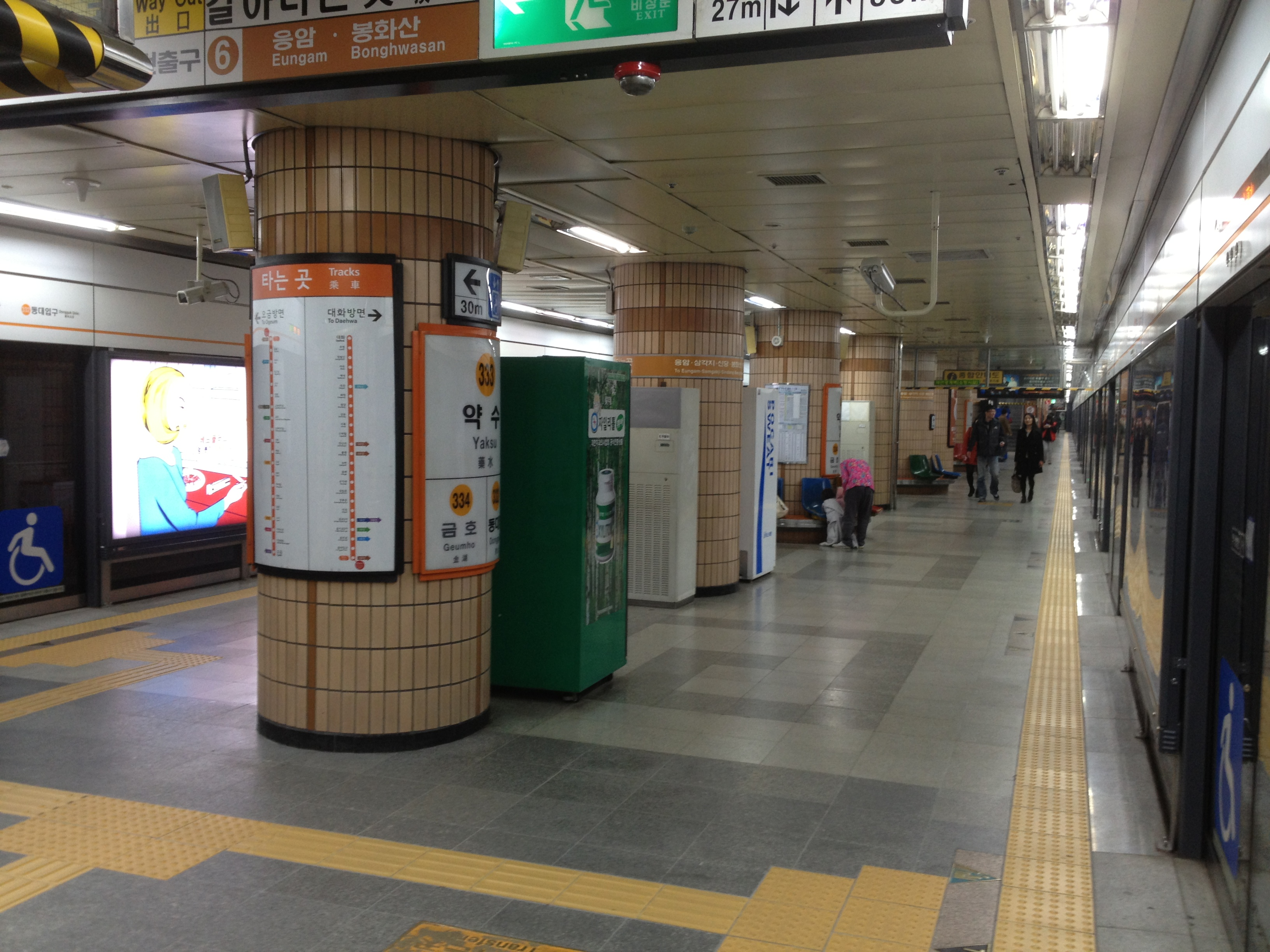
Sân ga Tuyến 3
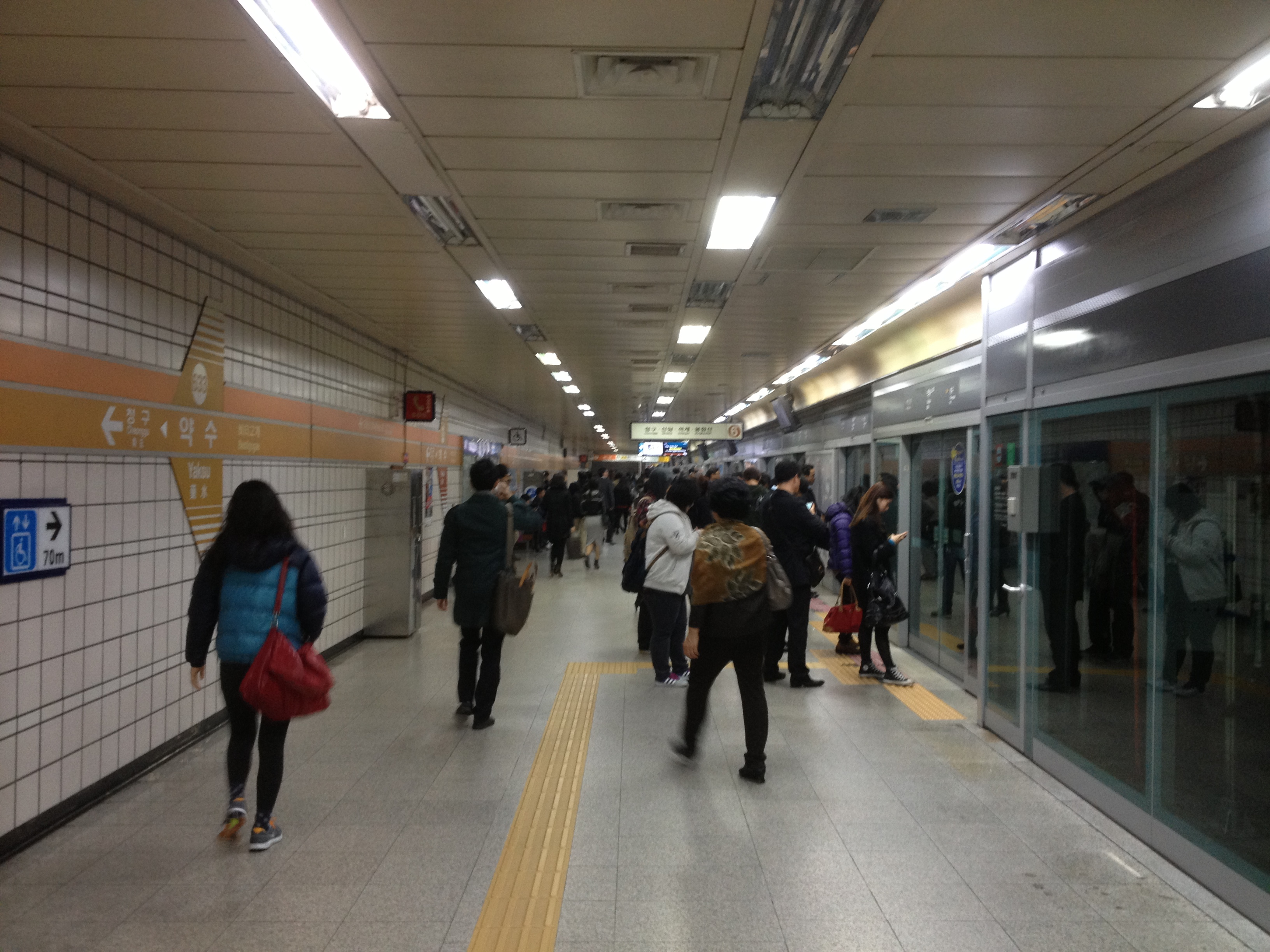
Sân ga Tuyến 6